# Aeropuerto Internacional de Yerba-Zarzis
El Aeropuerto Internacional de Yerba - Zarzis (en francés Aéroport international de Djerba-Zarzis, en árabe مطار جربة جرجيس الدولي) (IATA: DJE, OACI: DTTJ) es un aeropuerto que se encuentra en Yerba en Túnez.

## Aerolíneas y destinos
| Aerolíneas             | Destinos |
| ---------------------- | --- |
| Aigle Azur             | París-Orly |
| Condor                 | Düsseldorf, Fráncfort, Múnich Estacional: Stuttgart |
| Edelweiss Air          | Zúrich |
| Helvetic Airways       | Estacional: Berna |
| Luxair                 | Luxemburgo |
| Nouvelair              | Belgrado, Verona Estacional: Lisboa, Monastir |
| SevenAir               | Túnez |
| Ryanair                | París-Orly |
| Transavia.com          | Ámsterdam |
| Transavia.com France   | Lyon, París-Orly |
| TUI Airlines Nederland | Ámsterdam |
| TUI Airways            | Seasonal: Londres-Gatwick, Mánchester |
| TUI fly Belgium        | Bruselas, Charleroi, Lieja |
| Tunisair               | Basilea/Mulhouse, Belgrado, Düsseldorf, Fráncfort, Hamburgo, Hannover, Londres-Gatwick, Luxemburgo, Lyon, Mánchester, Múnich, Nantes, Niza, París-Orly, Saarbrücken, Estrasburgo, Tozeur, Zweibrücken, Zúrich |
| Tuninter               | Malta |
| Vueling Airlines       | Barcelona (comienza en junio de 2015 |

## Accidentes e incidentes
- El 6 de agosto de 2005, el Vuelo 1153 de Tuninter, un ATR 72 de Tuninter en ruta de Bari a Djerba, Túnez, se precipitó en el Mar Mediterráneo a unos 30 kilómetros de la ciudad de Palermo. Dieciséis de las 39 personas a bordo murieron.[4]